# Born to Race (2011)
Born to Race ist ein US-amerikanischer Actionfilm unter der Regie von Alex Ranarivelo der im Jahr 2011 direkt auf DVD veröffentlicht wurde.

## Handlung
Danny ist ein Teenager, der schnelles Autofahren liebt. Als er mit dem Auto seines Chefs an einem illegalen Straßenrennen teilnimmt, kollidiert er mit einem Polizeiauto. Seine Mutter schickte Danny daraufhin zu dessen Vater aufs Land. Die Annäherung von Vater und Sohn, die sich beide seit Jahren nicht gesehen haben, dauert einige Zeit, wird aber durch die Leidenschaft beider Männer für schnelle Autos einfacher. Neben dieser Probleme muss sich Danny auch einen Platz innerhalb der örtlichen „Race-Jugend“ erobern. Schon vom ersten Tag an kollidiert er mit Jake Kendall, dem bisherigen Racer-König der Kleinstadt. Von ihm lässt er sich zu einem Straßenrennen herausfordern, dass er aufgrund seines nicht so technisch ausgerüsteten Wagens verliert. Mit Unterstützung seines Vaters und der vielen Freunde, die er im Laufe der Zeit für sich gewinnen kann, tunen sie seinen Subaru Impreza WRX STI   derart, dass er fit ist für die anstehenden örtlichen Straßenrennen, den „NHRA High Scools Drags“. Nur mit Mühe gewinnt er die Vorrennen und tritt im Hauptrennen gegen seinen Hauptkontrahenten Jake Kendall an. Im Zweikampf, von übertriebenem Ehrgeiz gepackt, übersteuert Kendall seinen Sportwagen und verunglückt. Kurz entschlossen stoppt Danny seine Fahrt und rettet den Gegner aus dem brennenden Wagen. Mit dieser sportlichen Geste gewinnt er nicht nur den Pokal, sondern auch den Respekt seiner Gegner.

## Kritiken
Das Lexikon des internationalen Films urteilte: „Auf ein jugendliches Publikum abgestimmter Actionfilm, der ein vertrautes Thema unterhaltsam aufbereitet.“
Kino.de schreibt: „Nicht nur Vin Diesel und Paul Waker sind ‚2 fast, 2 furious‘. Fast furios geht es auch bei dem zweiten Spielfilm von Alex Ranarivelo zu, der die protzigen Wonnen des Streetracing weg von den Straßen von Los Angeles hin zu den staubigen Kleinstadtstraßen Kaliforniens führt und in einem blitzsauber und ungemein unterhaltsam erzählten Teenagerfilm unterbringt. Alex Cross (‚Milk‘) und der einstige Kinderstar Spencer Breslin (‚The Kid‘) sind die Stars des turboschnellen Actionfilms, in dem die Kids genau wissen, was sie tun.“